# 梅德菲爾德 (麻薩諸塞州)
梅德菲爾德（英語：Medfield）是一個位於美國麻薩諸塞州諾福克縣的鎮。

## 人口
根據2020年美國人口普查的數據，梅德菲爾德的面積為37.80平方千米，當中陸地面積為37.60平方千米，而水域面積為0.20平方千米。當地共有人口12799人，而人口密度為每平方千米339人。